# Битка при Херона
Битката при Херона е сражение на 20 и 21 юни 1808 г. между френската дивизия на Гийом Филибер Дюем и испанския гарнизон на града, командван от подполковниците О'Донован и O'Дейли. Френската атака се проваля и нападателите се оттеглят. Херона играе важна роля през първоначалните етапи на Полуостровната война – градът е стратегическо място на половината път от френско-испанската граница до Барселона.

## Ход на битката
Като част от плана му за сваляне на испанската управляващата династия, през февруари 1808 г. император Наполеон Бонапарт дава заповед на войските си да заемат Барселона. Крепостта на града е заета успешно, но няколко седмици по-късно испанският народ въстава против френското управление. Дюем и войниците му скоро се оказват в затруднено положение. Обграден от каталонско опълчение и редовна испанска войска, френският генерал се опитва да овладее Херона, за да си осигури линията за доставки от Франция до Барселона. Френско-италианските войски се опитват да превземат града, но са отблъснати от градското опълчение и два батальона ирландска редовна пехота на испанска служба. Дюем се оттегля в Барселона, но пет седмици по-късно се завръща с подкрепления за нов опит, започвайки обсада на града.